# 2049
2049 (MMXLVIII) kommer att bli ett normalår som börjar en fredag i den gregorianska kalendern.

## Framtida händelser

### Juni
- 7 maj – Merkuriuspassage.

### December
- December – Den allra tidigaste och möjliga svarssignalen från Gliese 581:s närhet – en signal sändes till Gliese 581:s närhet i augusti 2009, och tar cirka 20,3 år för att nå sin destination.